# Corneliu Coposu
Corneliu Coposu (Bobota, 20 maggio 1914 – Bucarest, 11 novembre 1995) è stato un politico e giornalista romeno.
Laureato in giurisprudenza, giornalista e uomo di fiducia del leader del Partito Nazionale Contadino Iuliu Maniu, Coposu fu membro del Partito Nazionale Contadino (PNȚ - romeno: Partidul Național Țărănesc) fino alla sua interdizione da parte delle autorità comuniste nel 1947. Dopo la messa al bando del partito fu arrestato e detenuto per 17 anni, durante la fase stalinista del regime comunista in Romania.
Leader dell'opposizione della Romania postcomunista, dopo la rivoluzione romena del 1989 rifondò ufficialmente il PNȚ con il nome di Partito Nazionale Contadino Cristiano Democratico (PNȚCD) (romeno: Partidul Național Țărănesc Creștin Democrat) e ne fu presidente tra il 1990 e il 1995. Nel 1991 fu promotore della coalizione politica Convenzione Democratica Romena (CDR) (romeno: Convenția Democrată Română) e ne fu il primo presidente, sostenendo la candidatura alla presidenza della repubblica di Emil Constantinescu nel 1992. Coposu fu eletto Senatore nel 1992, mantenendo l'incarico fino alla morte.

## Biografia

### Famiglia e infanzia
Corneliu Coposu nacque il 20 maggio 1914 a Bobota. Il padre, Valentin Coposu, era prete della Chiesa greco-cattolica rumena a Bobota, membro del concistoro, arcidiacono e, dal 1929, decano del distretto di Șamșud, nonché dottore in teologia, specialista in lingua aramaica, amico e collaboratore di Iuliu Maniu. In qualità di parroco, durante la prima guerra mondiale, Valentin Coposu fu inviato dall'esercito austro-ungarico al fronte in Galizia (Europa centrale). Il primo dicembre 1918 fu delegato per Bobota all'assemblea di Alba Iulia, che sancì l'annessione della Transilvania alla Romania al termine della prima guerra mondiale. Valentin Coposu morì nel 1941, mentre era prete a Coșlariu, vicino Blaj, dove si era rifugiato dopo il Secondo arbitrato di Vienna del 1940, poiché considerato poco gradito da parte della comunità ungherese e reputato colpevole di aver parteggiato contro questa.
Il nonno paterno si chiamava Grigore Coposu, prete e amico di Gheorghe Pop de Băsești (presidente dal 1903 al 1919 del Partito Nazionale Rumeno della Transilvania). Per tale motivo durante le elezioni del 1906 subì le violenze delle autorità ungheresi. La madre era figlia del decano Iulian Anceanu, parroco e decano di Surduc, discendente da una famiglia nobile imparentata con l'ex primo ministro Alexandru Vaida-Voevod.
Il 15 settembre 1919, all'età di 5 anni, Corneliu Coposu fu iscritto alla scuola di confessione rumena unita di Bobota, che terminò il 28 marzo 1923. Frequentò il Liceo Sfântul Vasile cel Mare di Blaj e a 16 anni si iscrisse alla facoltà di Diritto e scienze di stato dell'Università di Cluj. Dopo la laurea, nel 1934, frequentò un corso di dottorato, conseguito dopo 3 anni. Nello stesso periodo divenne un campione di sollevamento pesi nel club sportivo universitario. Nel 1933 fondò la sezione locale di Cluj del Partito Nazionale Contadino (PNȚ) e, nel 1935, fu eletto presidente dell'Unione degli Studenti Democratici dell'Università di Cluj e della Gioventù Nazionale Contadina.

### Gioventù
Una delle dimensioni fondamentali delle attività intellettuali e politiche di Coposu fu relativa all'attività giornalistica. Nei primi anni di professione (1935-1940) fu legato al quotidiano vicino al PNȚ di Cluj La Nuova Romania (rumeno: România Nouă), diretto da Zaharia Boilă. Dopo la cessione della zona della zona nord-ovest della Transilvania all'Ungheria di Miklós Horthy, Coposu si ritirò a Bucarest, rivestendo il ruolo di collaboratore del giornale dei rifugiati transilvani.
Nel 1937, nell'ambito del "processo Skoda" nel quale Romulus Boilă fu accusato di corruzione nella gestione di un contratto relativo ad una vendita di armamenti, Coposu fu accusato di essere in possesso di documenti riservati. Come da successive dichiarazioni di Coposu, questi provavano che il re Carlo II di Romania aveva esplicitamente richiesto che nel processo fosse coinvolto Iuliu Maniu, come conseguenza delle critiche di quest'ultimo sulla relazione clandestina fra il re ed Elena Lupescu. Coposu fu condannato a tre mesi ed un giorno di carcere. La pena fu scontata in condizioni speciali: biancheria personale, cibo da ristorante, cameriere privato e porta della cella non chiusa a chiave. Nello stesso periodo in carcere conobbe l'attivista Ana Pauker, detenuta per le sue attività illegati condotte per conto del Partito Comunista Rumeno.
Il 17 novembre 1937 venne riformato dall'esercito per ragioni mediche. Nel rapporto del 33º reggimento artiglieria, Coposu risultava obeso e con disturbi funzionali.

### Sotto il regime comunista
Dopo il 1945 Coposu entrò nel mirino degli attivisti comunisti, che contro di lui avevano condotto una battaglia propagandistica e contribuito alla sua persecuzione da parte delle autorità del regime. Il direttore di Scînteia, Silviu Brucan, ad esempio, aveva richiesto la sua condanna a morte di fronte al tribunale militare.
Il 14 luglio 1947 fu arrestato con l'intero gruppo dirigente del PNȚ, nell'ambito della cosiddetta "messa in scena di Tămădău" (una finta possibilità di fuga all'estero architettata dal PCR e finalizzata ad arrestare gli esponenti del PNȚ, tra i quali anche Ion Diaconescu e Iuliu Maniu). Fu tenuto in custodia cautelare fino al 1956 senza essere processato. In quell'anno venne celebrato un processo per alto tradimento della classe lavoratrice e per crimini contro le riforme sociali. Fu condannato ai lavori forzati a vita e messo in carcere in regime di isolamento fino al 1962. In 17 anni fu tradotto da un carcere ad un altro (al Ministero degli Interni, al carcere Malmaison di Calea Plevnei a Bucarest, al penitenziario di Pitești, al penitenziario Văcărești a Bucarest, al penitenziario di Craiova, al penitenziario di Jilava, al penitenziario di Bragadiru (Ilfov), al campo di lavoro di Ghencea a Bucarest, a Ocnele Mari, a Costanza, Aiud, Râmnicu Sărat e altri).
Fu liberato il 9 luglio 1962 dal carcere di Râmnicu Sărat, per poi essere trasferito per due anni con obbligo di domicilio nel comune di Rubla, nel Distretto di Brăila insieme a Ion Diaconescu, Ion Huiu e Virgil Solomon. Allo stesso modo, la moglie, Arlette Coposu, fu rinchiusa in diversi penitenziari, prima di morire di cancro il 27 dicembre 1965.
Nell'aprile 1964 venne rimesso in libertà, al termine di 17 anni di detenzione. Fu assunto come operaio non qualificato presso una fabbrica di parti meccaniche a Bucarest. Il leader comunista Gheorghe Gheorghiu-Dej, che lo aveva conosciuto prima del regime, tuttavia, gli aveva proposto un incarico di avvocato nel Consiglio di Stato, invito neanche preso in considerazione da Coposu. Tra il 1964 e il 1989 fu quasi costantemente sorvegliato dalla polizia politica comunista, la Securitate. A tal riguardo il dossier riguardante la sua posizione era composto da 38 volumi e 17.000 pagine.
Negli anni novanta, nel quadro del dibattito sul numero delle vittime del regime tra il 1947 e il 1964, Coposu riferì di circa 282.000 arresti e 190.000 morti in carcere.

## Carriera politica

### Inizio della carriera
Corneliu Coposu iniziò la sua carriera al fianco del leader del PNȚ e amico di famiglia Iuliu Maniu. Nel 1937 diventò il presidente della sezione del PNȚ del Distretto di Sălaj e poi venne eletto segretario generale aggiunto del PNȚ. Al fianco di Maniu, Coposu aveva imparato a condurre il partito in condizioni difficili, prima sotto la dittatura di Carlo II e poi sotto il regime reazionista di destra di Ion Antonescu. Assisté agli scontri e alle negoziazioni tra Maniu e il monarca, ai patti politici conclusi tra il PNȚ e i partiti di opposizione per limitare gli effetti della dittatura personale del re, al colpo di stato ai danni di Antonescu da parte di Michele I del 23 agosto 1944 e all'emergere del PCR.

### Periodo postcomunista

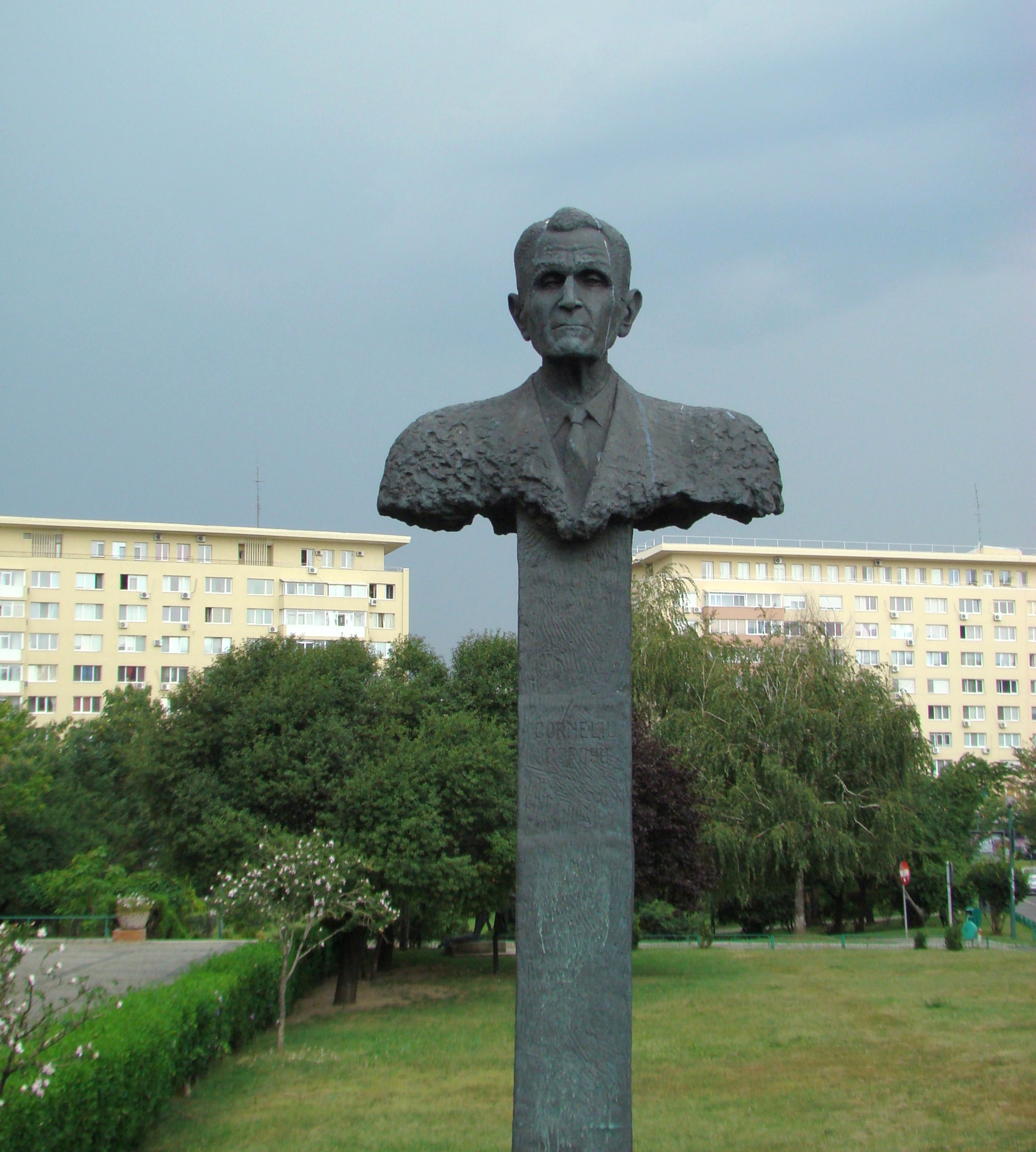
Il busto di Corneliu Coposu a Bucarest, opera dello scultore Mihai Buculei

Già nel 1987, Coposu riuscì ad eludere la vigilanza della Securitate e ad informare i leader dei partiti democristiani occidentali dell'esistenza di un nucleo clandestino che si assumeva il ruolo di continuatore del PNȚ in Romania. In seguito alla rivoluzione del 1989, Coposu rifondò il partito, con autorizzazione del Tribunale di Bucarest dell'8 gennaio 1990, con il nuovo nome di Partito Nazionale Contadino Cristiano Democratico (PNȚCD), con l'aggettivo "cristiano" che rimarcava l'affiliazione all'Internazionale Democratica Cristiana. Coposu ne fu presidente dal 1990 al 1995.
Nella Romania postrevoluzionaria Coposu assunse un ruolo di primo piano nell'organizzazione delle proteste contro il potere egemonico del nuovo presidente della repubblica Ion Iliescu e del suo partito, il Fronte di Salvezza Nazionale, che furono collegate al fenomeno delle mineriade, autentiche incursioni armate da parte dei minatori finalizzate a reprimere le proteste.
Da leader dell'opposizione, il 26 novembre 1991 supportò la nascita della coalizione di centro-destra Convenzione Democratica Romena (CDR) (rumeno: Convenția Democrată Română), collettore politico che comprendeva i membri di 14 fra partiti e piattaforme civiche (il PNȚCD, il Partito Nazionale Liberale, il Partito Social Democratico Romeno, l'Unione Democratica Magiara di Romania, il Partito dell'Alleanza Civica, il Partito dell'Unità Democratica, l'Unione Democratica Cristiana, l'Associazione degli ex Detenuti Politici della Romania, Alleanza Civica, il Sindacato "Fratellanza", l'Unione Mondiale dei Rumeni Liberi, Solidarietà Universitaria, l'associazione "Romania Futura"). Primo presidente fu eletto Corneliu Coposu. Alle Elezioni presidenziali in Romania del 1992 il partito sostenne la candidatura di Emil Constantinescu che, però, fu sconfitto da Ion Iliescu.

## Ultimi anni e morte

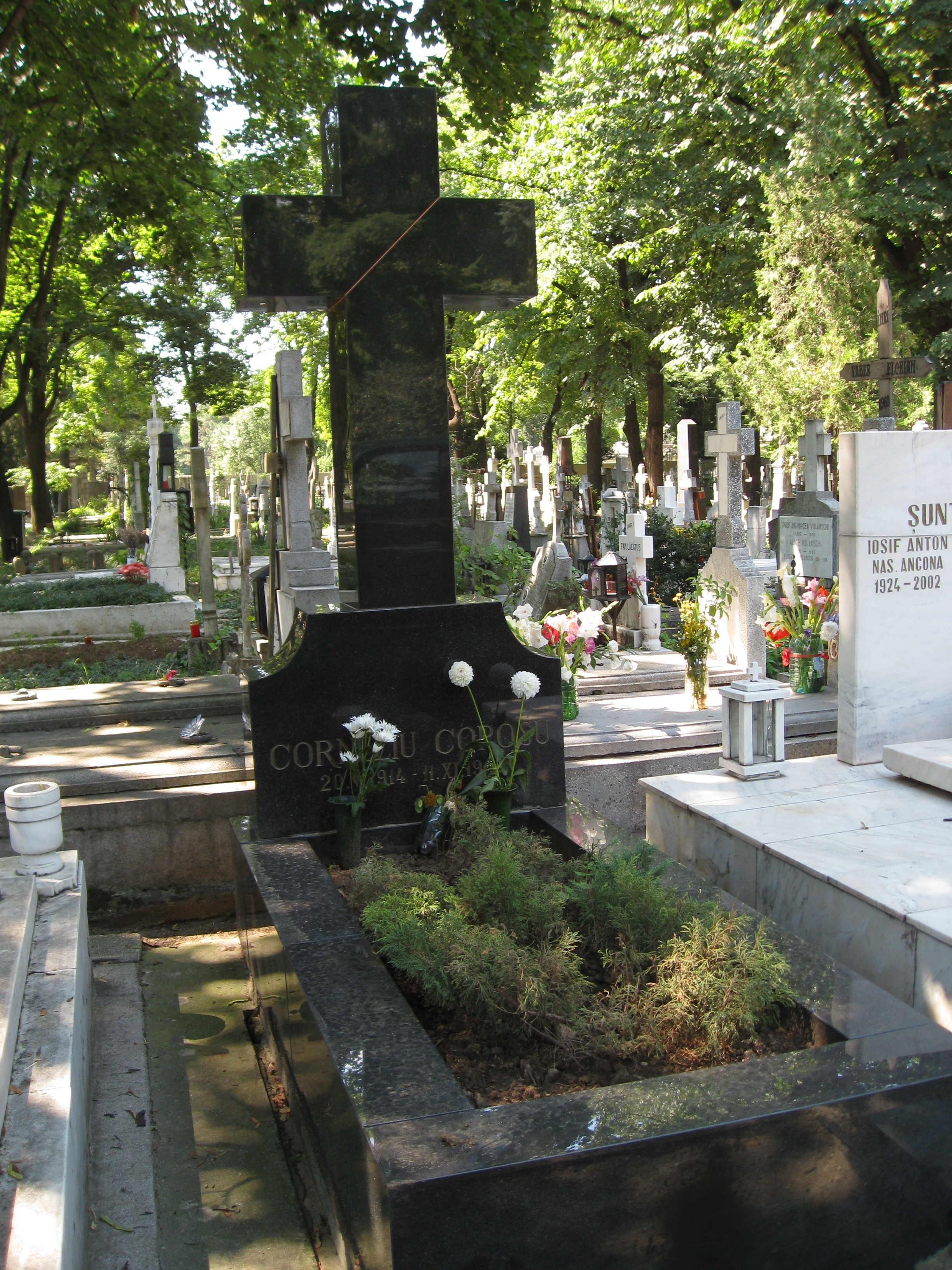
Tomba di Corneliu Coposu, cimitero cattolico di Bellu, Bucarest

Nel maggio 1995 Coposu fu nominato Ufficiale della Legion d'onore, titolo onorifico conferito dalla Repubblica Francese. Il 6 ottobre 1995 ebbe luogo presso la sede della Casa degli Uomini di Scienza di Bucarest la cerimonia di conferimento dell'onorificenza da parte dell'Ambasciata di Francia.
Morì nel novembre 1995. È sepolto al Cimitero Bellu di Bucarest.

## Eredità
Alla morte la guida del PNȚCD fu presa da Ion Diaconescu, mentre Emil Constantinescu fu eletto presidente della CDR.
Nel 1996 in Piața Revoluției a Bucarest fu posto un busto in memoria di Corneliu Coposu, realizzato dallo scultore Mihai Buculei. Si trovava simbolicamente di fronte al monumento a Iuliu Maniu.
Nel 2014 fu celebrato il centenario della nascita di Corneliu Coposu. La "Fondazione Corneliu Coposu" (coordinata dalle sorelle di lui, Flavia Bălescu e Rodica Coposu, e dagli studiosi Cristian Fulger e Ionuț Gherasim) organizzò nel corso dell'anno una serie di attività commemorative e di pubblicazioni di diversi volumi, tra questi:
- (RO) Corneliu Coposu, File dintr-un jurnal interzis. 1936-1947, 1953, 1967-1983, a cura di Doina Alexandru, Bucarest, Editura Vremea, 2014.
- (RO) Cristian Fulger e Tudor Călin Zarojanu (a cura di), Seniorul Corneliu Coposu, Bucarest, Editura Humanitas, 2014. (volume che riunisce testi su Corneliu Coposu o dedicati a lui. Tra gli autori Cristian Fulger, T.C. Zarojanu, Michele I di Romania, Claudiu Marcus, Emil Constantinescu, Ana Blandiana, Doina Alexandru, Cardinalul Lucian, Vladimir Tismăneanu, Marin Pop, Dan Pavel, Doina Cornea, Matei Gheboianu, Bogdan Murgescu, Ioan Stanomir, H.R. Patapievici, Romulus Rusan, Paul Lăzărescu, Cicerone Ioanițoiu, Liviu Hagea, Nicolae Noica, Nicolae M. Constantinescu, Răsvan Dobrescu, Mircea Popa-Zlatna, Ion-Andrei Gherasim, Marilena Rotaru, Christian Mititelu, George Arion, Simina Mezincescu).
- (RO) Corneliu Coposu, Confesiuni. Dialoguri cu Doina Alexandru, Bucarest, Editura Vremea, 2014.

## Opere
- Semnele timpului
- Mărturisiri: Corneliu Coposu în dialog cu Vartan Arachelian
- Confesiuni: Dialoguri cu Doina Alexandru
- Dialoguri cu Vartan Arachelian
- Armistițiul din 1944 și implicațiile lui
- Retrospective asupra istoriei contemporane
- Țara Sălajului
- Din cele trecute vremii
- Jurnal din vremuri de război
- Plânge Ardealul!...- Mărturii de epocă despre Dictatul de la Viena, Emil Boșca-Mălin, Corneliu Coposu, Constantin Hagea, Victor Papilian
- Calendarul Ardealului 1943, Constantin Hagea, Iustin Ilieși, Corneliu Coposu